# Kościół św. Kazimierza w Łohojsku
Kościół św. Kazimierza w Łohojsku – kościół parafialny w Łohojsku na Białorusi. Znajduje się w centrum miasta, na lewym brzegu rzeki Hainy, w pobliżu fundamentów zniszczonego przez sowietów kościoła św. Kazimierza.

## Historia
Pod koniec lat 80. XX w. wierni postawili krzyż na miejscu poprzedniego kościoła parafialnego, zburzonego przez władze sowieckie w latach 50. XX w. i zaczęli zabiegać o pozwolenie na budowę kościoła. Został wybudowany w latach 1991-1999 według projektu mińskiego architekta Michała Kałeczyca. 19 czerwca 1999 roku został konsekrowany przez arcybiskupa mińsko-mohylewskiego kardynała Kazimierza Świątka. Przy kościele znajduje się grób Konstantego Tyszkiewicza. 

## Architektura
Styl architektoniczny świątyni jest współczesną wersją gotyku. Jest to prostokątny budynek flankowany skrzydłami transptu, nakryty stromym dwuspadowym dachem. Do fasady asymetrycznie dostawiona jest czworoboczna dzwonnica. Płaskie elewacje podzielone są na 2 kondygnacje łukowymi dwustronnymi i prostokątnymi otworami okiennymi. Nad prostokątnym portalem wejściowym i ścianą ołtarza znajdują się krzyżowe otwory okienne.

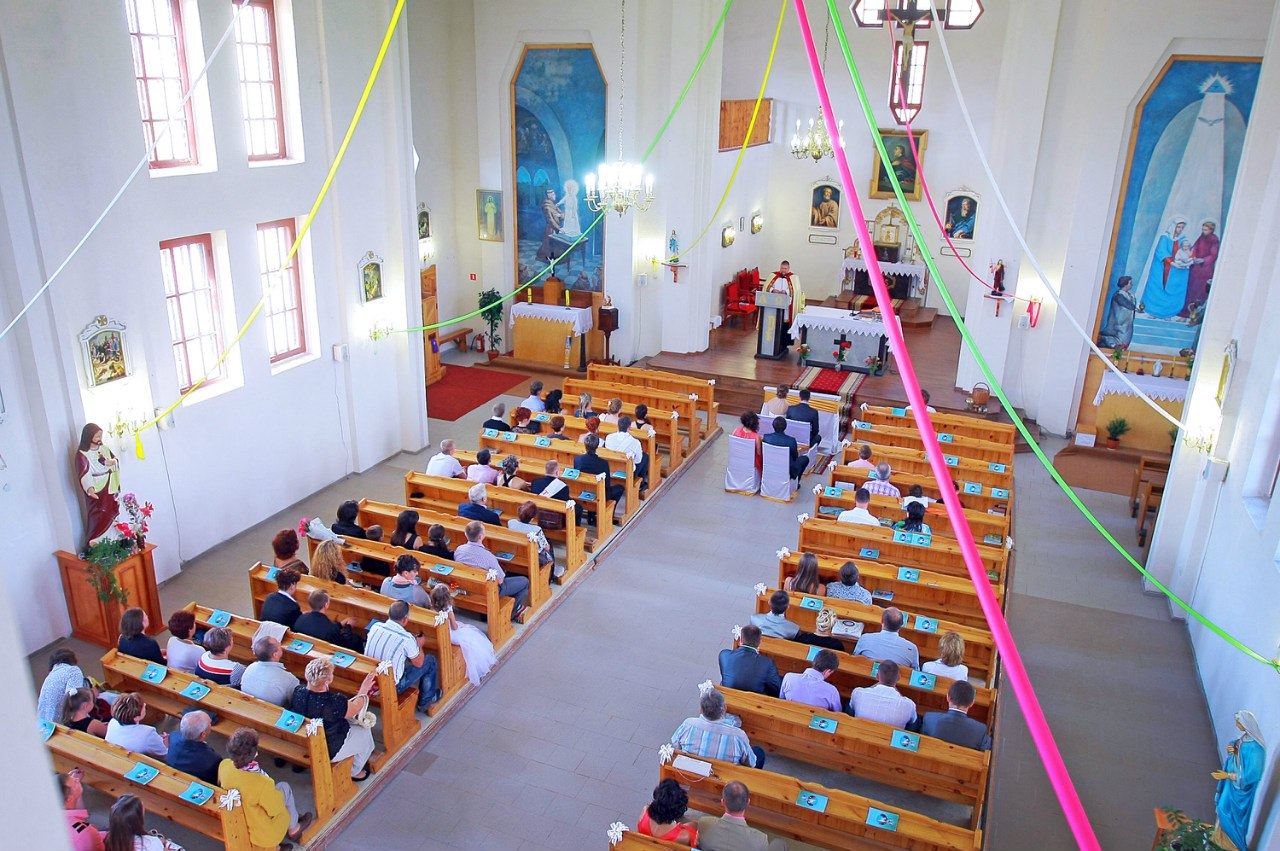
Wnętrze świątyni